# Georgios Kafantaris
Georgios Kafantaris (in greco Γεώργιος Καφαντάρης?; Fragkista, 13 ottobre 1873 – Atene, 28 agosto 1946) è stato un politico greco, per un breve periodo primo ministro della Grecia dal 19 febbraio al 19 marzo 1924.

## Biografia
Kafantaris inizia la sua carriera come membro di governo il 9 gennaio 1919 quando entra nel governo di Eleutherios Venizelos come Ministro dell'Agricoltura ma il 4 febbraio 1920 si dimette a seguito di divergenze con Venizelos.
Dopo le elezioni del 1920 Kafantaris lascia il suo Paese e si stabilisce prima in Francia e poi in Italia. Farà il suo ritorno in Grecia dopo la fine della guerra greco-turca.
Il 19 febbraio 1924 il primo ministro Venizelos è costretto a dimettersi per problemi di salute e nomina Kafantaris suo successore. Dopo quasi un mese tuttavia, il 12 marzo, Kafantaris è vittima di un tentativo di omicidio e si dimette lasciando la carica di primo ministro a Alexandros Papanastasiou.
Dopo la fine della dittatura di Theodoros Pangalos Kafantaris ricoprirà varie volte la carica di Ministro delle Finanze.
Viene ucciso ad Atene nel 1946.